# Bomaanslag
Een bomaanslag is een poging om met behulp van een (al dan niet geïmproviseerde) bom of zelfs vuurwerk een of meer mensen te doden of om objecten te beschadigen of te vernietigen.
Bomaanslagen worden vaak gebruikt door terroristische organisaties om een bepaald doel te bewerkstelligen. Deze organisaties kiezen voor de aanslagen vaak symbolische plekken of gebouwen, bekende mensen of mensenmassa's. Bijvoorbeeld de Duitse Rote Armee Fraktion (RAF) probeerde hun politieke doel te verwezenlijken door bomaanslagen te plegen op bekende personen.
Niet alle aanslagen zijn gericht tegen personen. Zo was de aanslag van zeezender Radio Veronica op het schip van Radio Noordzee Nationaal in 1971 alleen bedoeld om de concurrent uit te schakelen door brand te stichten en het schip zo te dwingen naar de kust te varen binnen de jurisdictie van de Nederlandse kustwacht, al had deze aanslag wel degelijk tot doden kunnen leiden.